# Andrea Bienias
Andrea Bienias (* 11. November 1959 in Leipzig, bis 1981 Andrea Reichstein) ist eine ehemalige Leichtathletin aus der Deutschen Demokratischen Republik (DDR). 1986 siegte sie bei den Halleneuropameisterschaften im Hochsprung.

## Leben
Andrea Reichstein begann ihre Karriere bei der BSG Empor Lindenau, wechselte aber schon frühzeitig zum SC DHfK Leipzig. 1977 belegte sie bei den DDR-Meisterschaften den dritten Platz mit 1,87 m und erreichte den sechsten Platz bei den Junioreneuropameisterschaften mit 1,81 m. Nach einem zweiten Platz bei den DDR-Meisterschaften 1978 hinter Jutta Kirst und einem dritten Platz 1979, sprang sie 1980 erstmals auch bei den DDR-Hallenmeisterschaften in die Medaillenränge, mit 1,92 m war sie Zweite hinter Rosemarie Ackermann. Bei den Freiluftmeisterschaften überquerten Ackermann und Reichstein jeweils 1,94 m, Ackermann gewann den Titel nach der Mehrversuchsregel. Bei den Olympischen Spielen 1980 in Moskau belegte Reichstein mit 1,91 m den sechsten Platz. 1981 siegte bei den Hallenmeisterschaften Manuela Schröder vor Reichstein, bei den Freiluftmeisterschaften gewann Reichstein ihren ersten Meistertitel. Im Herbst 1981 heiratete sie den Drittplatzierten bei den DDR-Meisterschaften 1980 im Zehnkampf Gert Bienias. 
1982 belegte Andrea Bienias zum dritten Mal in Folge Platz zwei bei den Hallenmeisterschaften, diesmal lag Kerstin Dedner vor ihr. Bei den Halleneuropameisterschaften 1982 in Mailand sprangen drei Athletinnen über die Europarekordhöhe von 1,99 m, es siegte Ulrike Meyfarth aus der Bundesrepublik Deutschland vor Andrea Bienias und der Ungarin Katalin Sterk. Im Freien gewann Bienias mit 1,94 m bei den DDR-Meisterschaften, bei den Europameisterschaften 1982 sprang sie mit 1,91 m auf den siebten Platz. 1983 gelang Bienias  mit 1,97 m ihr höchster Sprung unter freiem Himmel, bei den Weltmeisterschaften 1983 schied sie mit 1,84 m als Zehnte frühzeitig aus. 
1984 gewann Bienias bei den DDR-Meisterschaften im Freien mit 1,94 m, 1985 belegte sie in der Halle und im Freien jeweils den dritten Platz. 1986 gewann Bienias mit 1,94 m ihren einzigen Hallenmeistertitel. Bei den Halleneuropameisterschaften in Madrid siegte sie mit 1,97 m vor ihrer Landsfrau Gabriele Günz, die 1,94 m überquerte. Bei den DDR-Meisterschaften 1986 in Jena stellte Bienias mit 1,97 m ihre persönliche Bestleistung ein und gewann ihren vierten Freiluft-Titel. Bei den Europameisterschaften 1986 in Stuttgart belegte sie zusammen mit ihrer Landsfrau Susanne Helm den vierten Platz mit 1,90 m, für Silber und Bronze waren 1,93 m nötig. Bei den DDR-Hallenmeisterschaften 1987 gewann Bienias als Zweite mit 1,91 m ihre letzte Medaille, es siegte Susanne Beyer(-Helm), die kurz zuvor Andrea Bienias als DDR-Hallenrekordlerin abgelöst hatte.
Andrea Bienias hatte bei einer Körpergröße von 1,80 m ein Wettkampfgewicht von 68 kg. In den nach der Wende öffentlich gewordenen Unterlagen zum Staatsdoping in der DDR fand sich bei den gedopten Sportlerinnen auch der Name von Bienias.